# Macellum von Pompeji
Das Macellum von Pompeji befand sich am Forum und war als Lebensmittel-Markthalle (Macellum) der antiken Stadt ein zentraler Ort Pompejis. Das Gebäude wurde in mehreren Bauphasen errichtet. Beim Erdbeben 62 n. Chr., das Pompeji in weiten Teilen zerstörte, wurde auch das Macellum in Mitleidenschaft gezogen. Bei den modernen Ausgrabungen fanden die Forscher ein Gebäude vor, das noch nicht wieder völlig instand gesetzt worden war.
Von besonderem Interesse für die Forschung ist der an der Westseite gelegene Bereich, der dem Kaiserkult zugeschrieben wird. Er verdeutlicht, wie sehr schon im ersten Jahrhundert das römische Kaisertum im Leben der Römer verankert war. Auch die anderen Räume der Westseite sind als Beispiele für die Verbindung von Wirtschaft und öffentlichem Leben interessant. Zudem ist der Markt beredtes Zeugnis für die Alltagskultur, die durch Funde wie Reste von Lebensmitteln, Waren des täglichen Gebrauchs und Bedarfs bis hin zu Beispielen römischer Wandmalerei illustriert wird.

## Lage

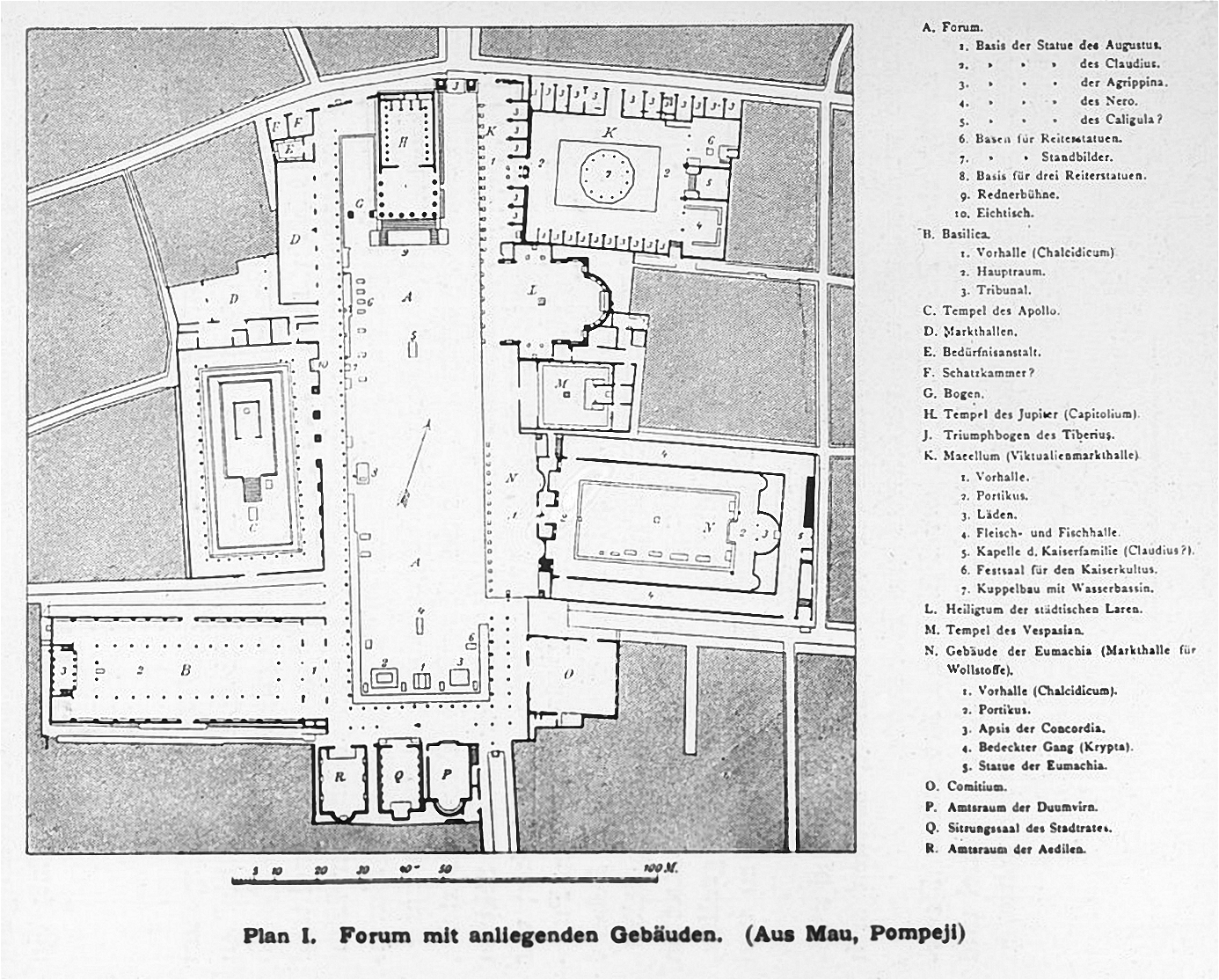
Älterer Plan des Forums von August Mau. Das Macellum ist das Gebäude in der rechten oberen Ecke.

Das Macellum von Pompeji befindet sich an der äußersten Nordostecke des Forums. Mit dem fortschreitenden Wachstum der Stadt war es nötig, das Forum zu entlasten. Bei der Entdeckung hielten es die Ausgräber wegen der zwölf Sockel in der Mitte zunächst für eine Art Pantheon, ein mehreren Göttern geweihtes Gebäude. Als man jedoch bei späteren Grabungen in den Räumen an der Nordseite Getreide und Früchte sowie in der Mitte des Hofes Fischgräten und Fischschuppen fand, erkannte man, dass es sich um einen Markt handelte.
Das Macellum hatte drei Zugänge, zwei Haupteingänge und einen Nebeneingang. Der erste Haupteingang befand sich in der Mitte der Westseite, am Forum, der zweite Haupteingang in der Mitte der Nordseite, an der Via degli Augustali. Ein Nebeneingang befand sich im Südosten. Er war nur über eine kleine Treppe zu erreichen.
Die Orientierung des Macellums weicht von der des Forums ab. Sie wird durch den Verlauf der Via degli Augustali und des Vico del Balcone Pensile im Süden bestimmt. Um diese Abweichung zu kompensieren, nimmt die Größe der Läden, die an der Westseite zum Forum hin liegen, von Norden nach Süden ab.

## Bauliche Besonderheiten

### Eingangsbereich und Westseite

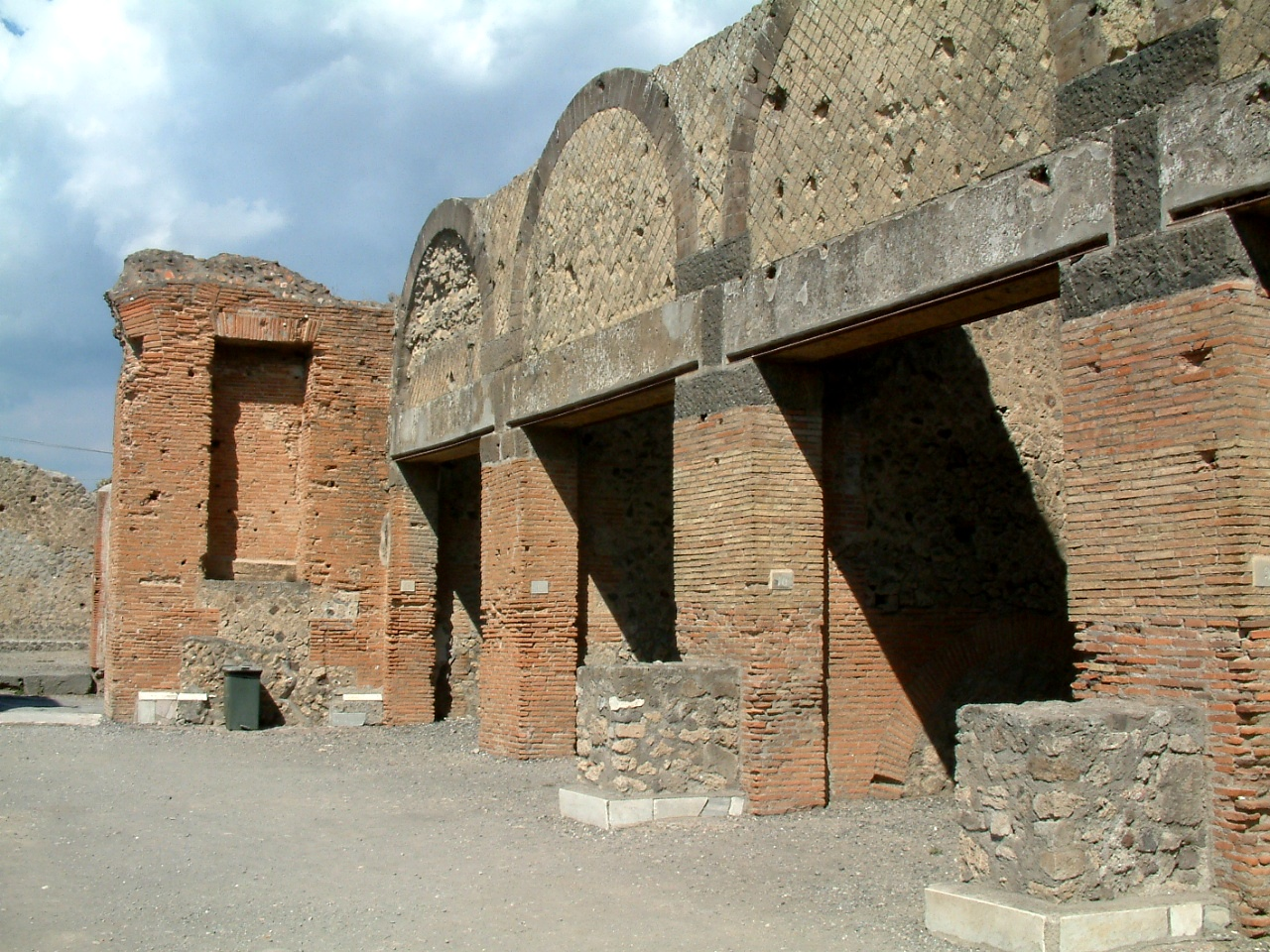
Macellum von Pompeji – Ansicht von außen auf die tabernae

Vor der Fassade stehen noch drei stark restaurierte Marmorsäulen von der Portikus des Forums mit korinthischen Kapitellen. Im unteren Drittel sind zwei der Säulen mit einem Rundstab verziert, der obere Teil ist unkanneliert. Auf den Kapitellen liegt heute noch ein Teil des Gebälks. Die Vorhalle des Macellums war besonders eng mit der Portikus des Forums verschmolzen. Auf zwei Stufen erhoben sich zwei Säulenreihen ohne Zwischenboden übereinander. So wirkte die Portikus eher wie eine Fassade.
Auch die Sockel für die Ehrenstatuen, die hinter jeder Säule standen, befinden sich noch an Ort und Stelle. Ihnen fehlt aber ihre ursprüngliche Marmorverkleidung. Weitere Sockel für Ehrenstatuen befanden sich vor den Eckpfeilern der tabernae (der Läden) an der Vorderseite des Baus. Diese Räume aus opus incertum (einem Bruchsteinmauerwerk) waren wahrscheinlich Wechselstuben. Im Macellum selbst soll noch eine weitere Portikus gestanden haben, von dem aber keine Säulen mehr erhalten sind. Erkennbar sind nur noch eine Wasserrinne und darin Standspuren von Säulen.

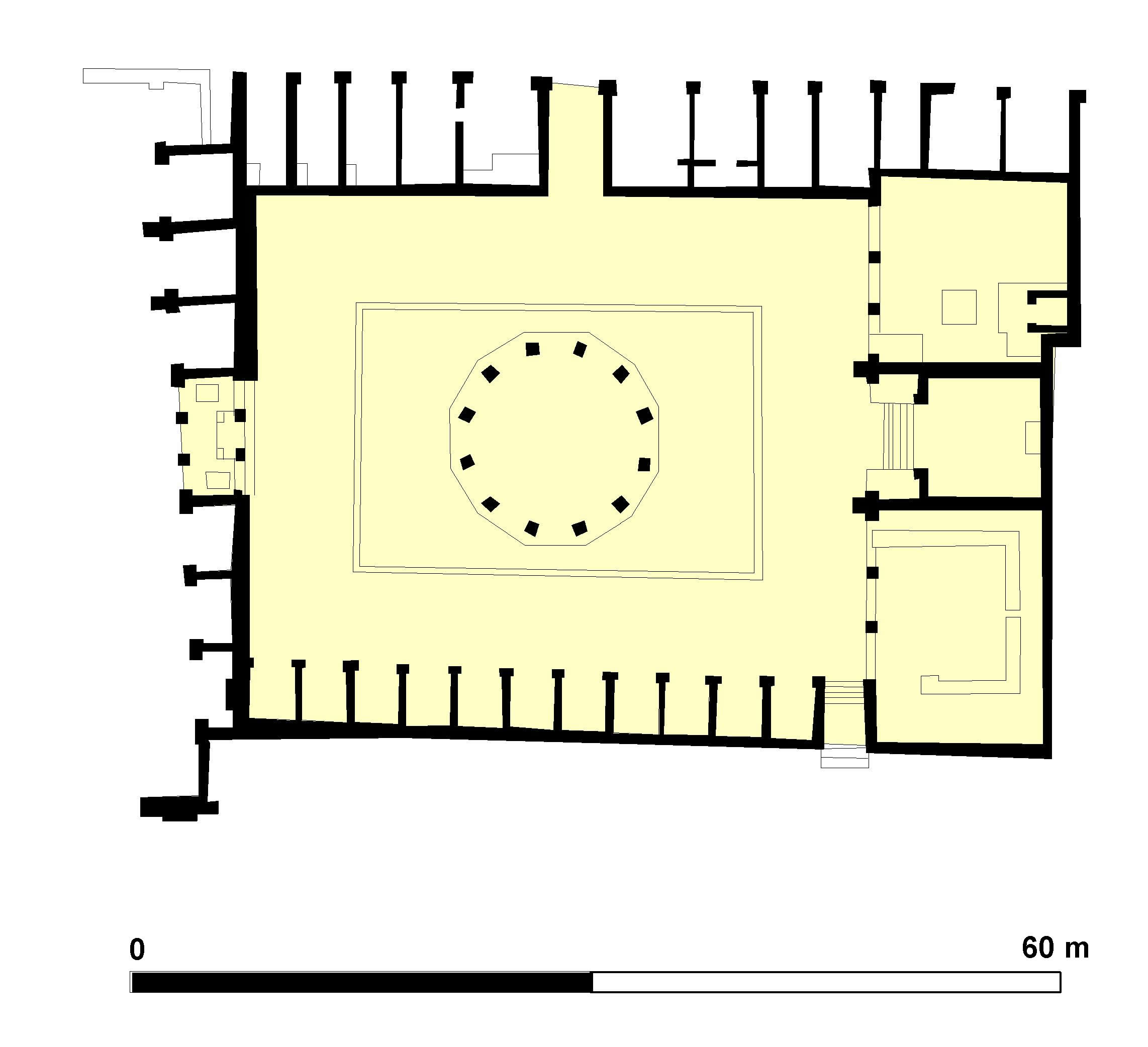
Grundriss des Macellums

Der Haupteingang wurde von einer zweisäuligen Ädikula für eine Statue mit zwei eleganten korinthischen Säulen in zwei Durchgänge unterteilt. Hier stand vermutlich eine Statue des Kaisers. Somit ist anzunehmen, dass der Kaiserkult schon mit dem Eintritt ins Macellum begann. Beide korinthischen Säulen sind mit Chimären verziert, die ursprünglich nicht Teil des Macellum waren. Sie gehörten eigentlich zu einem der großen Gräber, zur Tomba delle Ghirlande (Girlandengrab) der Via del Sepolchri (Gräberstraße) vor dem Herkulaner Tor. Sie wurden wahrscheinlich nicht in Pompeji hergestellt, sondern stammen wohl aus einer Werkstatt in Griechenland. Möglicherweise wurden sie aber auch in einer neoattischen Werkstatt in Neapel oder Puteoli gearbeitet.

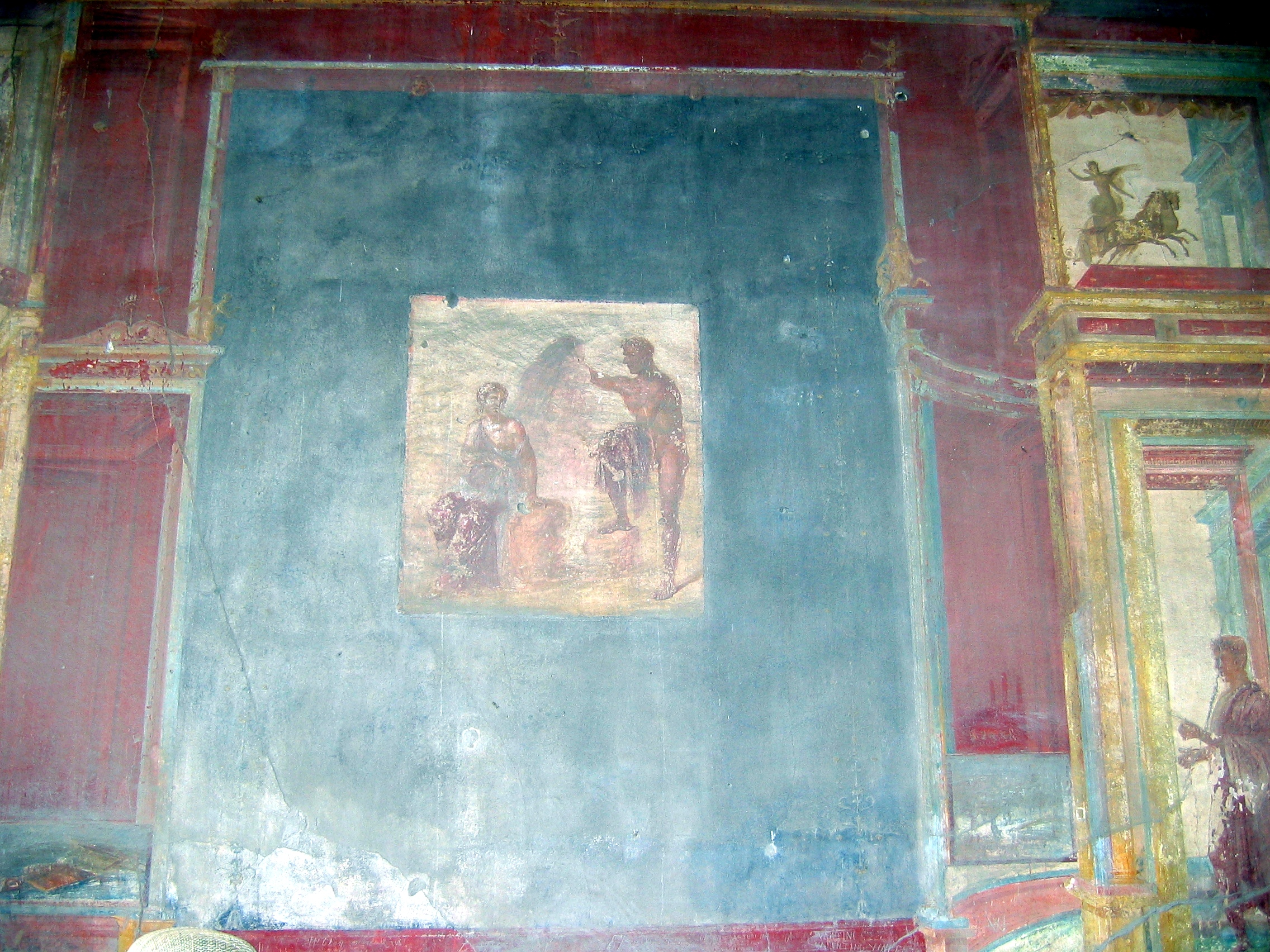
Wandmalerei im 4. Stil

Außerdem hat sich an der Westseite ein Beispiel einer Dekoration des vierten Stils der römischen (sogenannten pompejanischen) Wandmalerei erhalten. Sie stammt offenbar aus der Zeit nach 62 n. Chr. Oberhalb des Sockels sind schwarze, mit Rot eingefasste Felder gemalt. In deren Mitte sind Bilder mit mythologischen Szenen dargestellt. Auf ihnen erkennt man Penelope, wie sie Odysseus wiedererkennt, Io, die von Argos bewacht wird, sowie die über den Tod ihrer Kinder nachsinnende Medea. Zwischen den einzelnen Wandfeldern befinden sich Architekturdurchblicke vor weißem Hintergrund, mit perspektivisch dargestellten grünen und blassroten Gebäuden.
Die zarten architektonischen Elemente überragen die schwarzen Wandfelder und untergliedern die Oberzone in Felder, auf die vor blauem Hintergrund einzelne Figuren gemalt sind. Man erkennt ein Mädchen mit Opfergeräten sowie einen Aulos blasenden Satyr. Darüber sind auf großen Wandfeldern Stillleben mit Vögeln, Geflügel, Weinkrügen, Früchten, Blumen, Körben und Fischen in einem der Volkskunst nahestehenden Stil gemalt. Diese Darstellungen erleichtern die Identifizierung des Gebäudes als Macellum. Ein weiteres Bild zeigt einen Esel, der von Eroten mit Girlanden bekränzt wird. Daneben erkennt man Mühlsteine. Diese Malerei symbolisiert wahrscheinlich das Fest des Vesta, an dem die Esel von ihrer Arbeit befreit wurden.

### Innenhof, Nord- und Südseite
Von den Eingängen betritt man einen weiträumigen Hof. Von der Porticus, die hier sein sollte, fand man keine Reste mehr. Höchstwahrscheinlich waren die Wiederaufbauarbeiten nach dem Erdbeben von 62 noch nicht abgeschlossen. Bei Nachgrabungen fand man tatsächlich die aus Travertin gearbeiteten Standflächen (den Stylobat) für die Säulenreihe an der Nordseite sowie für ein kleines Stück an der Westseite. Wahrscheinlich waren die Säulen der Portikus noch gar nicht aufgestellt worden. Es handelt sich dabei nicht um die einzige Stelle, an der man die Arbeiten des Wiederaufbaus erkennen konnte. Auch die inneren Umfassungsmauern sowie die Räume im Süden und Osten gehen auf die Restaurierungen nach 62 zurück. Sie bestehen aus opus incertum. Nur die Eckpfeiler sind aus Backsteinen sowie kleinen Tuffquadern in opus listatum (einem Mauerwerk, in dem sich Ziegel und schmale Mauerblöcke abwechseln) gemauert.
Zu beiden Seiten neben dem Seiteneingang befanden sich zwölf Lebensmittelläden. Sie lagen an der Nordseite, damit ihre Ware vor der starken Sonneneinstrahlung geschützt und frisch gehalten wurde. Man fand hier Feigen, Trauben, Kastanien, Hülsenfrüchte, Brot, Kuchen, Amphoren sowie Früchte in Gläsern (heute im Museum von Neapel). Die tabernae waren nur zur Via degli Augustali geöffnet und hatten keinerlei Verbindung zum Innenraum des Macellum. Die Ostwand sowie westliche Teile der Nordwand sind bis zu einer Höhe von 1,35 m aus opus incertum gearbeitet, darüber bestanden sie aus Kalkstein und Tuff. Über den Läden sollen sich Mansarden befunden haben, in denen Fleischerknechte und anderes Personal lebten. Vor den Mansarden führte eine Holzgalerie entlang. Da im Inneren des Macellums keine Treppen gefunden wurden, muss der Zugang wohl von außerhalb erfolgt sein.
An der Südseite, direkt neben der Fleisch- und Fischhalle an der Via del Balcone Pensile befindet sich der dritte Eingang. Die Via del Balcone Pensile wurde nach Errichtung des Larenheiligtums zu einer Sackgasse. Die Außenmauer auf dieser Seite wurde bis auf die Höhe des Laren-Heiligtums (ca. 13 m) aus opus reticulatum (Mauerwerk aus netzförmig angeordneten, quadratischen Steinen) gefertigt. Dieses Mauerwerk besteht aus verschiedenfarbigen, in Reihen angeordneten Tuffsteinen, die von Pilastern aus Ziegelsteinen eingefasst sind. Ein Stucküberzug war aufgrund dieser feinen Buntheit unnötig. Nach Meinung einiger Archäologen ist dieses das wohl schönste Beispiel einer Mauer aus der letzten Bauphase Pompejis. Es schließt sich eine Mauer aus opus incertum an (deutlich älteres Mauerwerk, wohl aus einer älteren Bauphase). Im Inneren des Macellums gibt es an der Südseite zwölf Läden. Sie haben sämtlich in etwa die gleiche Größe und Aufbau. Sie waren zum Verkauf von Lebensmitteln vorgesehen, wahrscheinlich für Fleisch und Fisch.

### Mittelbau

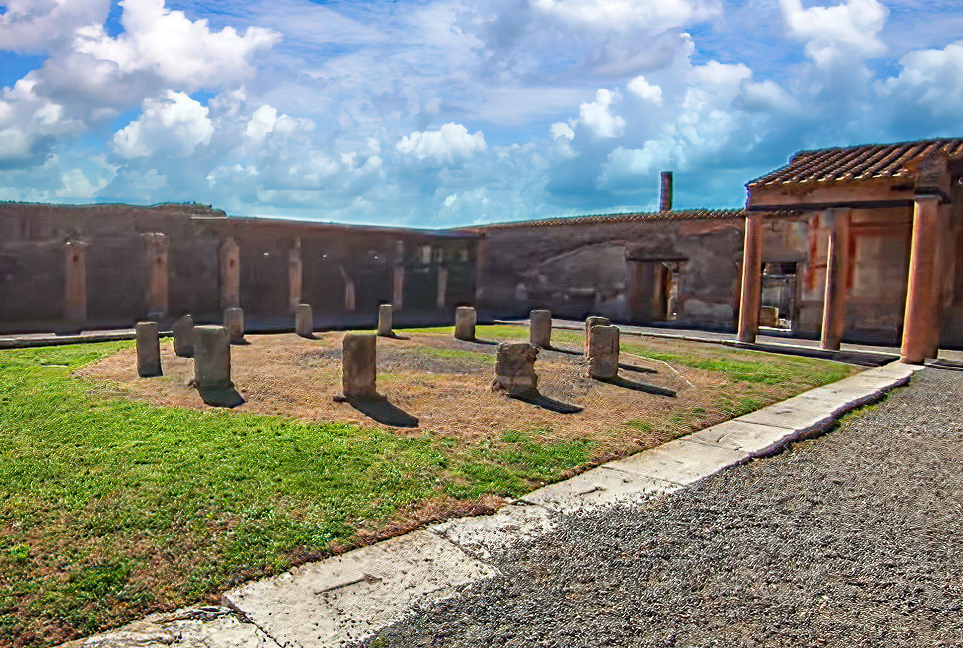
Die Reste des Mittelbaues

In der Mitte des Macellums stehen die bereits erwähnten zwölf Sockel. Man dachte zuerst, sie seien Überreste eines Rundbaus oder einer Tholos. Darin sollen sich ein Becken und ein Brunnen befunden haben. Man vermutete, der Rundbau sei nach dem Vorbild anderer Macella, etwa den großartigen ostgriechischen und afrikanischen oder auch römischen wie in Puteoli, gestaltet worden. Die Grabungen Amedeo Maiuris hingegen ergaben Klarheit über die Aufgabe der Sockel und der zwölfeckigen Fläche. Wie die zahlreichen Fischgräten und Fischschuppen beweisen, die in dem bis zur Mitte führenden Abwasserkanal gefunden wurden, war der Platz für den Verkauf von Fischen bestimmt. Sie wurden hier abgeschuppt und geputzt.
Die Sockel hielten zwölf Holzpfähle, die in der Erde steckten und an den Sockeln verankert wurden. Diese Pfähle trugen ein hölzernes Dach. In der Mitte des Zwölfecks befand sich wohl ein Brunnen, ein Becken gab es aber nicht. Die Sockel wurden im 19. Jahrhundert restauriert, nachdem sie in einem sehr schlechten Zustand gefunden wurden. Sie bestehen aus Tuff und sind zu einem Polygon angeordnet. Der innere Bezirk wird von einer niedrigen Leiste aus Marmor begrenzt. Diese kleine Leiste sollte verhindern, dass das Wasser aus dem mittleren Bezirk nach außen floss. Der Fußboden besteht aus einem Gemisch von zerstoßenen Steinziegeln, aus Travertin, Marmor und Mörtel. Als man unter Giuseppe Fiorelli diesen Bereich ausgrub, hielt man ihn noch für eine Art Pantheon und nannte ihn zunächst auch so.

### Kaiserkultraum
An der Ostseite befanden sich drei weitere Räume. Sie sind im Vergleich zum übrigen Macellum erhöht. Der Raum in der Mitte war ein der kaiserlichen Familie geweihter Raum, der Kaiserkultraum. In einigen Büchern wird dieser Raum als sacellum (Kapelle) bezeichnet. Man betritt ihn über eine fünfstufige Treppe. Dieser Raum ist im Vergleich zur übrigen Ausstattung recht einfach gestaltet. Der Eingang war mit einem Stabmuster verziert. An der Rückwand befindet sich ein Sockel, und in den Seitenwänden sind beidseitig je zwei Nischen eingelassen.

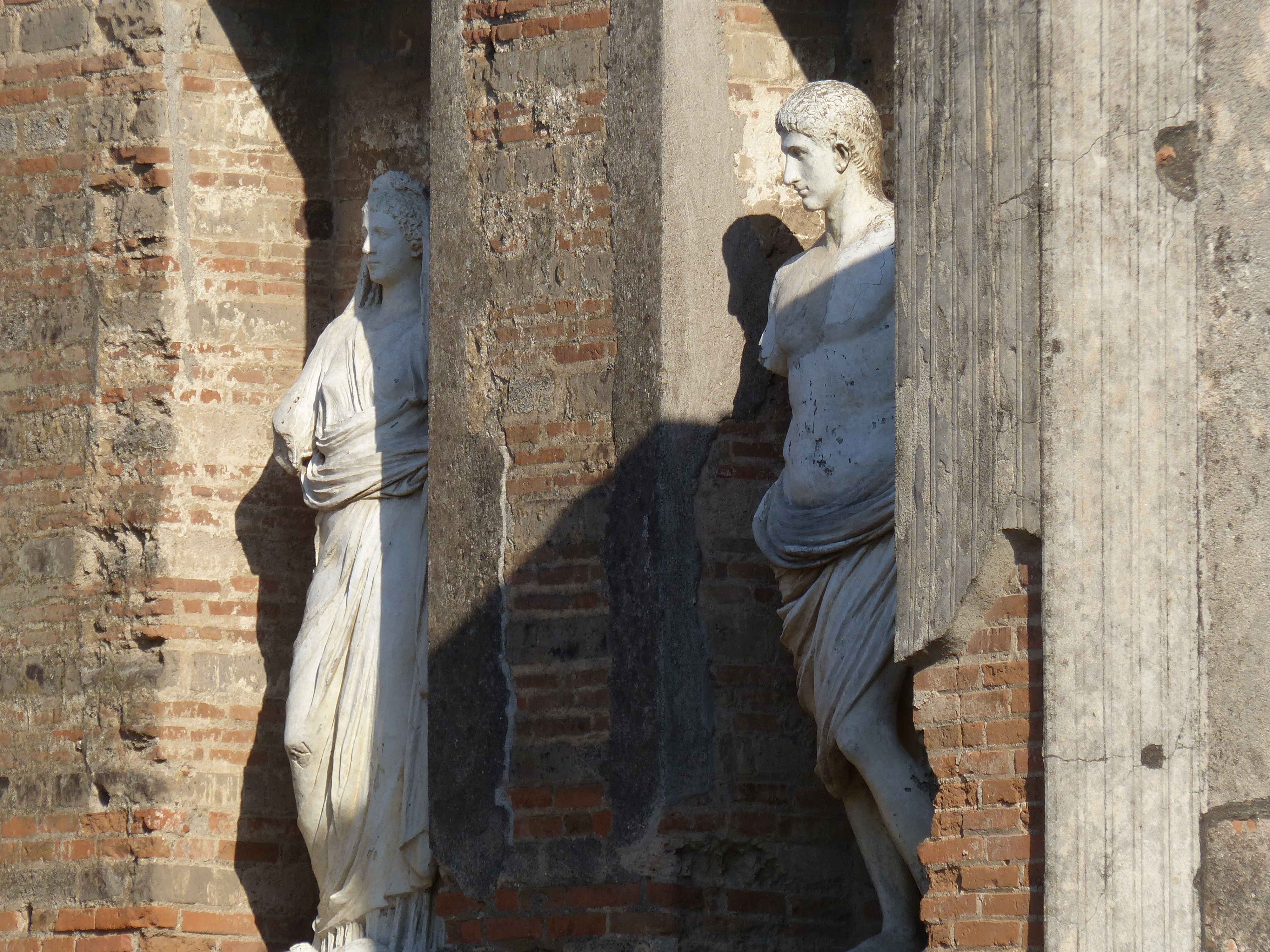
Kopien der Statuen an ihrer Fundstelle

In den Nischen auf der rechten Seite stehen Gipsabgüsse (nach Meinung einiger Archäologen schlechte Kopien) der zwei Statuen, die hier gefunden wurden. Die Originale befinden sich heute im Nationalmuseum von Neapel. Man hielt sie irrtümlich für Bildnisse des Marcellus und der Octavia. Marcellus war der Schutzherr Pompejis, also lag diese Vermutung nahe. In der anderen Nische wurden Agrippina und Nero vermutet. Heute nimmt man an, es müsse sich um zwei andere, noch nicht identifizierte Mitglieder der kaiserlichen Familie handeln. Außerdem fand man hier einen Arm mit einem Globus in der Hand. Er gehörte vielleicht zur Kaiserstatue.
Heinrich Nissen zufolge wurde die Rückwand des Raumes schon in der Antike während einer Grabung durchbrochen. Dabei wurden drei der fünf Statuen geborgen. Außerdem gebe es nur zwei mögliche Kombinationen der Statuen:
1. In der zentralen Position stehe eine Statue von Augustus als Jupiter mit einer Weltkugel in der Hand, in den rechten Nischen Livia und Drusus und in den linken Nischen Tiberius und Germanicus.
2. Wahrscheinlicher sei jedoch, dass zentral an der Rückwand auf der Basis eine Statue Jupiters stehe, und sich in den Nischen links Livia und Augustus und rechts Drusus und Tiberius befänden. Augustus habe sich zu Lebzeiten niemals als Jupiter mit der Weltkugel darstellen lassen.

Die beiden erhaltenen Statuen sind nach Nissen Livia und Drusus. Er wollte es damit beweisen, dass sich unter der Statue der vermeintlichen Livia möglicherweise die Inschrift befunden habe:
AVGVSTAE.IVLIAe

DRVSI.F

DIVI.AVGVSTI

D.D.
Paul Zanker vertrat mehr als hundert Jahre später die Ansicht, dass sich Augustus doch im Jupitertypus darstellen ließ und dass in der rechten Nische Honoratioren der Stadt standen, die sich um den Markt verdient gemacht hatten. Der Mann, der zum Zeitpunkt der Aufstellung der Statue wohl schon verstorben war, wurde nach dem Vorbild des Kaisers mit einem Hüftmantel und mit freiem Oberkörper heroisch überhöht dargestellt. Die Frau ist als Priesterin mit Kranz und Weihrauchkästchen dargestellt. Sie war vielleicht die sacerdos publica, die eine große Rolle als Stifterin innehatte.
Die Wände hier sind aus opus listatum und opus incertum. Die Mauern zu Seiten der Treppe sind aus opus latericium (Ziegelmauerwerk) gefertigt. Leider sind nur noch wenige Reste des ursprünglichen Stucküberzuges erhalten geblieben.

### Kollegien- und Fleischverkaufsraum
Der sich links an den Kaiserkultraum anschließende Raum wurde vermutlich für Opfergelage vom Kollegium, dem der Kaiserkult oblag, für religiöse Feierlichkeiten genutzt. Es ist in Anbetracht der Umgebung nicht anzunehmen, dass hier andere Götter als der Genius des Kaisers geehrt wurden. Anderen, älteren Theorien zufolge war es der Bankettraum einer kaufmännischen Kooperation, oder es hatte hier das Marktgericht seinen Sitz. Unmittelbar links neben dem Eingang fand man über 1000 Münzen. Es könnte sich dabei um die Kollegienkasse oder die Tageseinnahme eines Kaufmannes gehandelt haben. Andere Quellen berichten, der Schatz sei direkt am Nordeingang oder im Fleischverkaufsraum gefunden worden. Vor dem Kollegienraum wurden Schafskelette, Ochsenschädel und Knochen gefunden. Vermutlich befand sich hier ein Verschlag für Opfertiere oder ein Käfig für zum Verkauf stehende Tiere.
Im Inneren ist noch ein nach rechts gerückter Altar erkennbar. Er besteht aus zwei Marmorstufen und einer darauf liegenden Basaltplatte. Die Platte weist einen erhöhten Rand und in einer Ecke ein Loch auf, was darauf schließen lässt, dass der Altar für Trankopfer genutzt wurde. Welche Bedeutung das mit Marmor verkleidete Podium an der Südwand hatte, ist bis heute unklar. Es wird vermutet, dass es, wie auch die großen seitlichen Nischen am Gebäude der Eumachia, den praecones und den argentarii als Standplatz diente. Dieser Hypothese steht jedoch die wohl religiöse Bedeutung des Raumes entgegen. Hier fand man auch zwei kleine Wandmalereien mit Eroten. Auf dem einen Bild sieht man sie Wein trinkend und Lyra spielend, auf dem anderen sind sie bei Opferhandlungen abgebildet. Nissen mutmaßte, das Podium könnte den Larenbildnissen als Standort gedient haben.
Im Raum rechts des Kaiserkultraumes wurden Fisch und Fleisch verkauft. An drei Seiten (Norden, Osten, Süden) zieht sich hier ein Ladentisch herum. In der Mitte der Ostwand ist dieser einmal unterbrochen, und an der Südwand endet der Tisch nach etwa drei Vierteln der Strecke. Die linke Hälfte des Ladentisches ist mit einer besonderen Vorrichtung versehen, die dazu diente, das Wasser zu sammeln und zu einem kleinen Abwasserkanal an der Südseite hinzuleiten. Diese Hälfte war wohl zum Verkauf der Fische gedacht. Der gesamte Tisch ist etwas geneigt, damit Flüssigkeiten abfließen konnten.

## Baugeschichte
Die baugeschichtliche Erforschung des Macellums geht auf Amedeo Maiuri zurück. Das heute sichtbare Gebäude wird auf 130–120 v. Chr. datiert, jedoch hatte es einen Vorgängerbau von ähnlichen Ausmaßen am gleichen Ort. Dieser hatte jedoch keinen Rundbau in der Mitte. Auf der Nord- und Südseite entsprach der Verlauf des ursprünglichen Portikus dem des späteren, auf der Ost- sowie der Westseite hingegen war er geräumiger. An der Südseite befanden sich eine Reihe von tabernae, die weniger tief und anders eingeteilt waren. An der Ostseite lagen einige Räume mit einer schönen Wanddekoration des ersten Stils und mit einer zweiten Säulenreihe an der Vorderseite.
Die Fassade entsprach nicht dem späteren Zustand. Sie stand weiter vorne, näher beim Forum. Der offene Marktplatz war mit einem sorgfältig geglätteten und ordentlich festgestampften Steinpflaster bedeckt. Die tabernae hatten einen Fußboden aus Steinsplittern und einer Mörtelschicht. In den Räumen an der Ostseite war der Mörtel mit zerriebenen Ziegelsteinen vermischt (sogenanntes opus signinum). Auf dem unüberdachten Platz wurde der Bodenbelag bis 62 n. Chr. benutzt, in den überdachten Räumen allmählich durch opus signinum ersetzt.
In julisch-claudischer Zeit wurde das Gelände neu geordnet und erhielt seine endgültige Form. Die ursprünglichen Kolonnaden aus Tuff wurden zunächst beibehalten, auf der Westseite aber durchschnitten, um hier eine sehr bald wieder in Vergessenheit geratene geheiligte Ädikula aus opus incertum zu errichten. Zu dieser Bauphase gehören auch die tabernae an der West- und der Nordseite. Der größte Teil des Gebäudes stammt jedoch aus der Zeit nach dem Erdbeben von 62 n. Chr., das dann zur völligen Beseitigung der Tuffkolonnaden führte.
Erhalten ist nur das untere Geschoss, doch gab es auch eine zweite Etage, in der Mansardenwohnungen für die Bediensteten des Macellums vermutet werden. Der Zugang zum Obergeschoss erfolgte über eine Holztreppe, die zu einer Holzgalerie führte, über die man zu den Räumen gelangen konnte.

## Belege
1. ↑  Nissen: Pompeianische Studien S. 278. 283.
2. ↑  Zum Aufbau und Maßen siehe La Rocca, de Vos: Pompeji, S. 180–185.
3. 1 2  La Rocca, de Vos: Pompeji. S. 181.
4. ↑  La Rocca, de Vos: Pompeji. S. 183.
5. ↑  Nissen: Pompeianische Studien S. 281.
6. ↑  La Rocca, de Vos: Pompeji. S. 184.
7. ↑  Warscher: Pompeji, S. 17.
8. 1 2  So in T. Warscher: Pompeji - Ein Führer durch die Ruinen. Berlin - Leipzig 1925.
9. 1 2  La Rocca, de Vos: Pompeji. S. 282.
10. ↑  So in T. Warscher: M. R. Srgejenko: Pompeji. Leipzig 1953, S. 118.
11. ↑  Nissen: Pompeianische Studien S. 282.
12. ↑  CIL 10, 799; Nissen, Pompeianische Studien S. 283: Als Gabe für Kaiserin Julia und Drusus, Sohn des vergöttlichten Augustus, gestiftet. Das Macellum wurde in einer der frühen Ausgrabungsphasen ausgegraben. Dabei sind mögliche Inschriften unter Umständen zerstört worden.
13. ↑  Zanker: Pompeji. S. 28.
14. ↑  Michael Grant: Pompeji, Herculaneum. Untergang und Auferstehung der Städte am Vesuv. Gondrom, Bindlach 1988 (Originaltitel: Cities of Vesuvius, 1971), S. 199.
15. 1 2  Warscher: Pompeji. S. 19.
16. 1 2  Nissen: Pompeianische Studien S. 283.
17. ↑  La Rocca, de Voss: Pompeji, S. 183.
18. ↑  Zur Baugeschichte siehe La Rocca, de Voss: Pompeji, S. 180–185.

Koordinaten: 40° 45′ 0,3″ N, 14° 29′ 5″ O